# Jeremy Strohmeyer
Jeremy Strohmeyer (Long Beach, 11 de octubre de 1978) es un asesino convicto estadounidense, que cumple cuatro cadenas perpetuas consecutivas por la agresión sexual y el asesinato de Sherrice Iverson, de 7 años, (20 de octubre de 1989 - 25 de mayo de 1997) cometido en Primadonna Resort and Casino en Primm. Nevada, el 25 de mayo de 1997.
El caso atrajo la atención nacional al centrarse en la seguridad de los niños en los casinos y en la revelación de que el amigo de Strohmeyer, David Cash Jr., dijo que vio el crimen en curso pero no lo detuvo.

## El crimen
En las primeras horas de la mañana del 25 de mayo de 1997, dos hombres, Jeremy Strohmeyer (18 años) y David Cash Jr. (17 años), estaban en el Primadonna Resort & Casino en Primm, Nevada, cerca de la frontera con el estado de California. Los dos jóvenes habían llegado al establecimiento de juego, acompañados por el padre de Cash, desde sus casas en Long Beach. Strohmeyer era estudiante en Wilson High School en Long Beach, California
Alrededor de las 4 a. m., Strohmeyer comenzó repetidamente a hacer contacto aparentemente "juguetón" con Sherrice Iverson, de 7 años, que deambulaba sola por el casino. El padre de la joven estaba jugando y bebiendo. Su padre dejó a Sherrice al cuidado de su hermano de 14 años, Harold, en la sala de juegos del casino. Esto resultó en que Sherrice corriera alrededor sin vigilancia. La niña había sido devuelta a su padre varias veces durante el día, ya que seguridad la encontró sola. Finalmente, Strohmeyer siguió a Sherrice al baño de mujeres.
Mientras estaban en el baño, los dos comenzaron a tirarse bolitas de papel mojadas el uno al otro. Sherrice luego arrojó un letrero de plástico amarillo de "piso mojado" a Strohmeyer. Aproximadamente en ese momento, el amigo de Strohmeyer, David Cash, entró al baño y vio a Strohmeyer llevar a Iverson a la fuerza a un cubículo. Cuando Cash miró desde el puesto adyacente, vio a Strohmeyer sosteniendo su mano izquierda sobre la boca de Iverson y acariciándola con la derecha. Después de esto, Cash salió del baño y 20 minutos después lo siguió Strohmeyer, quien le confesó que había matado a la niña.
Tres días después, Strohmeyer fue detenido en su casa. Dos compañeros de clase en Long Beach lo identificaron después de que la policía de Nevada publicara imágenes de cintas de seguridad capturadas por cámaras en el casino y las reprodujera en las noticias en la televisión. Strohmeyer fue acusado de asesinato en primer grado, secuestro en primer grado y agresión sexual a un menor. Cuando fue interrogado por la policía, Strohmeyer declaró que abusó sexualmente de Iverson y la estranguló para sofocar sus gritos. Antes de irse, Strohmeyer notó que Iverson todavía estaba viva y le giró la cabeza en un intento de romperle el cuello. Después de escuchar un fuerte estallido, apoyó su cuerpo en una posición sentada en el inodoro con los pies en la taza. Los abogados de Strohmeyer más tarde intentaron que se suprimiera la confesión porque no se le brindó asesoramiento legal. Sin embargo, la policía afirmó que Strohmeyer renunció a su derecho a tener un abogado presente durante el interrogatorio.

## Acuerdo con la fiscalía
El abogado defensor de Strohmeyer fue Leslie Abramson, quien representó a muchos clientes de alto perfil, incluidos Lyle y Erik Menéndez. Strohmeyer afirmó que estaba ebrio y drogado en ese momento y no recordaba haber cometido los crímenes. Incluso se sugirió que quizás el testigo, David Cash, había sido quien asesinó a Sherrice, ya que Strohmeyer afirmó no tener ningún recuerdo de sus acciones y el testigo fue el que realmente le dijo lo que le había visto hacer en el baño esa noche. Abramson también señaló que el padre biológico de Strohmeyer está en prisión y su madre biológica está en un hospital psiquiátrico.
El juicio de Strohmeyer estaba programado para comenzar en septiembre de 1998. Strohmeyer se enfrentaba originalmente a una posible sentencia de muerte por el asesinato (si el caso hubiera ido a juicio), pero horas antes de que comenzara el juicio, Abramson firmó un acuerdo en su nombre. El 8 de septiembre de 1998, Strohmeyer se declaró culpable de cuatro cargos: asesinato en primer grado, secuestro en primer grado, agresión sexual a un menor con daños corporales sustanciales y agresión sexual a un menor. El 14 de octubre de 1998 fue condenado a cuatro cadenas perpetuas, una por cada delito del que se declaró culpable, a cumplir consecutivamente sin posibilidad de libertad condicional.

## Después del juicio
Prisión
Strohmeyer fue inicialmente encarcelado en la prisión estatal de Ely, una prisión de máxima seguridad ubicada al norte de Ely, Nevada, donde la mayoría de los prisioneros en Nevada que cumplen cadena perpetua sin libertad condicional son encarcelados al menos durante la primera parte de sus sentencias. Fue colocado en segregación administrativa, lo que significa que no fue colocado en la población general de reclusos, sino en su propia celda en una sección especial segura. Su número de prisión es # 059389. Según los informes, Strohmeyer fue trasladado al Centro Correccional Lovelock en Lovelock, Nevada, donde está clasificado como de custodia "mediana".
Apelaciones
Jeremy Strohmeyer posteriormente apeló su condena.
En 2000, Camille Abate lo defendió sin éxito. Strohmeyer se retractó de su confesión y acusó a Abramson de mentirle e intimidarlo para que se declarara culpable a fin de encubrir su malentendido de la ley de Nevada. Los nuevos abogados de Strohmeyer también sugirieron que Abramson quería que se declarara culpable porque los padres de Strohmeyer no podían permitirse pagarle honorarios adicionales si el caso llegaba a juicio. Abramson negó todas las acusaciones. Finalmente, su apelación fue rechazada.
En 2001, la Corte Suprema de Nevada rechazó una apelación de Strohmeyer para retirar su declaración de culpabilidad. En enero de 2006, Strohmeyer perdió una oferta judicial federal para revisar su caso.
El 31 de mayo de 2018, se presentó una solicitud de libertad condicional basada en las decisiones de la Corte Suprema de 2012 y 2016 de que los menores deberían tener la oportunidad de obtener la libertad condicional. Su solicitud fue denegada en julio de 2018.
Demanda de padres adoptivos
En octubre de 1999, los padres adoptivos de Strohmeyer presentaron una demanda de $ 1 millón contra el condado de Los Ángeles y sus trabajadores de adopción. Afirmaron que los trabajadores sociales ocultaron deliberadamente información crucial que les habría impedido adoptarlo cuando era un bebé. Específicamente, afirmaron que nunca les dijeron que la madre biológica de Strohmeyer tenía problemas mentales graves, incluido que padecía esquizofrenia crónica y había sido hospitalizada más de 60 veces antes del nacimiento de Strohmeyer.
Sin embargo, los Strohmeyer han declarado que continuarán apoyando a su hijo adoptivo a pesar de que es casi seguro que pasará el resto de su vida en prisión.
David Cash
La madre de Sherrice Iverson exigió que David Cash Jr. también fuera acusado como cómplice de asesinato, pero las autoridades declararon que no había pruebas suficientes que lo relacionaran con el crimen real, y Cash nunca fue procesado por ningún delito relacionado con el asesinato.
Cash le dijo a Los Angeles Times que no haría hincapié en el asesinato de Sherrice Iverson. "No me voy a preocupar por la vida de otra persona. Solo me preocupo por mí primero. No voy a perder el sueño por los problemas de otra persona". También le dijo al periódico que la publicidad que rodeaba el caso le había facilitado "anotar con mujeres". Cash también le dijo al Long Beach Press-Telegram: "No soy un idiota ... sacaré mi dinero de esto".
Cash se enfrentaría a ser etiquetado como "el mal samaritano" y también al objetivo de una campaña de estudiantes que intentaron sacarlo de UC Berkeley por no detener el crimen. Posteriormente, dos locutores de radio locales de Los Ángeles, Tim Conway Jr. y Doug Steckler, realizaron una manifestación para que Cash fuera expulsado de la Universidad de California en Berkeley, pero los funcionarios de la Universidad declararon que no tenían base para expulsarlo ya que no fue condenado por ningún crimen.
Cash nunca ha expresado remordimiento por la muerte de Iverson. En una entrevista de radio, declaró que "Fue un evento muy trágico ... El simple hecho es que no conozco a esta niña ... No conozco personas en Panamá o África que mueran todos los días, así que no puedo sentir remordimiento por ellos. La única persona que conozco es Jeremy Strohmeyer ", pero aun así insistió en que no hizo nada malo.
El proyecto de ley de Sherrice Iverson
El asesinato de Sherrice Iverson condujo a la aprobación del Proyecto de Ley 267 de la Asamblea del Estado de Nevada, que requiere que las personas informen a las autoridades cuando tengan sospechas razonables de que un niño menor de 18 años está siendo abusado sexualmente o tratado violentamente. El ímpetu del proyecto de ley se debió a la inacción de Cash durante la comisión del crimen.
El proyecto de ley "Sherrice Iverson", presentado por el líder de la mayoría de la Asamblea del Estado de Nevada, Richard Perkins (D-Henderson), prevé una multa y una posible pena de cárcel para cualquier persona que no informe un delito de la naturaleza que llevó a la creación del proyecto de ley. El proyecto de ley fue promulgado en 2000.
El asesinato de Sherrice Iverson también llevó a la aprobación del Proyecto de Ley 1422 de la Asamblea de California, la Ley de Protección de Víctimas Infantiles Sherrice Iverson, que agregó la sección 152.3 al Código Penal de California. Este deber de la ley de rescate requiere que una persona notifique a la policía si es testigo de un asesinato, violación o cualquier acto obsceno o lascivo, donde la víctima es menor de 14 años.